# David Frederick Markham
David Frederick Markham MA (1800 – 31 de março de 1853) foi um cónego de Windsor de 1827 a 1853.

## Carreira
Ele foi educado na Westminster School e Christ Church, Oxford e formou-se BA em 1821, MA em 1814.
Ele foi nomeado:
- Cura assistente de Aberford, 1823
- Vigário de Addham, Cumberland 1825 - 1826
- Vigário de Stillingfleet, Yorkshire 1826 - 1838
- Reitor de Great Horkesley, Essex 1838 - 1853
- Reitor rural de Dedham 1850

Ele foi nomeado para a quarta bancada na Capela de São Jorge, Castelo de Windsor em 1827, e ocupou o cargo de canonista até 1853.
Ele fundou a Essex Antiquarian Society em 1852.